# Maquilhagem

Exemplos de tipos de pincéis de maquiagem

Maquilhagem (português europeu) ou maquilagem, maquiagem (português brasileiro) (do francês maquillage) consiste na aplicação de produtos com efeito cosmético, de embelezamento, ou disfarce, seguindo-se alguns casos os ditames da moda e com uso de substâncias especificamente destinadas a tal fim.

## História
A maquiagem, assim como os cosméticos, é muito antiga, provavelmente utilizada desde a Pré-história para a prática de rituais xamânicos, cultos funerários ou cultos à fertilidade.
Três mil anos antes de Jesus Cristo, os egípcios já conheciam a maquiagem: batom, maquiagem branqueadora e de luminosidade, maquiagem para reforçar os olhos e sobrancelhas (a base de chumbo, malaquita, antimônio, Kohl), blush para corar as bochechas (a partir de produtos vegetais, como pétalas de rosa ou de papoulas; animais, como larva de cochonilha; ou mineral, como argilas, óxido de cobre ou ferro ocre), pós que eram misturados com óleos ou pomadas. Outros pigmentos também eram utilizados para a maquiagem: o azul do óxido de cobre, o amarelo do auripigmento, o preto do carbono, o verde da malaquita e mais numerosas nuances obtidas dos óxidos de cobre ou ferro.
As caravanas que levavam especiarias e seda para a Europa introduziram os cosméticos e a maquiagem na Grécia (ela não se desenvolveria verdadeiramente até o início do século III, sendo anteriormente um atributo das cortesãs) e ao império romano (Nero e Popeia Sabina maquiavam-se com os mesmos produtos no século I): a maquiagem para rosto, o Kohl, foi substituído por uma maquiagem à base de açafrão, antimônio, cortiça queimada, fuligem ou cinzas; o blush corava as bochechas através de amoras esmagadas ou cinábrio. Muitos produtos da época à base de metais (chumbo, mercúrio) eram tóxicos, estragando a aparência da pele e provocando um envelhecimento prematuro da mesma.  Dentre os escritos sobre cosméticos da época: A arte de amar, Os remédios do amor, Os produtos de beleza para o rosto da mulher, de Ovídio, foram perdidos. A atividade da maquiagem, que visava atender um ideal de beleza, estava sujeito a controvérsias religiosas e filosóficas da época grega.
Foi com o retorno das cruzadas que a maquiagem se espalhou pela Europa nórdica, onde ela era somente utilizada quanto para pintura quanto para rituais. Desde o século XVIII, os nobres utilizavam bases faciais, pintura para cabelos e perfume. No século XVI, as mulheres utilizavam pó branco, bochechas vermelhas e nos lábios, uma mistura de corante de cochonilha. Os olhos, contrariamente ao período anterior, jamais eram maquiados, a fim de não esconder “a janela da alma”.
Desde o século XVII, a maquiagem é utilizada por todas as classes sociais. As mais abastadas utilizavam preciosidades em suas maquiagens, como pó de ouro, prata e pedras preciosas. Os manuais de civilidade dos séculos XVI e XVII recomendavam não abrir a boca, símbolo da oralidade e animalidade, devido aos dentes apodrecidos desde a introdução do açúcar no ocidente; assim, a maquiagem escondia a boca nesses séculos. As maquiagens à base de substâncias metálicas, emprestadas das artes das pinturas e das miniaturas, continuaram a ser muito tóxicas, como podemos exemplificar citando o “sublimado de mercúrio”, comum no século XVI.
No Japão, as gueixas usavam batom feito de pétalas de açafrão esmagados para pintar as sobrancelhas e bordas dos olhos, bem como os lábios e bastões de cera bintsuke, uma versão mais suave da cera de cabelo dos lutadores de sumô foram usados por geisha como uma maquiagem base. Cores pó de arroz no rosto e nas costas; rouge nos contornos da órbita dos olhos para definer o nariz. Ohaguro espécie de tinta preta colocada nos dentes para a cerimônia.
A maquiagem moderna tornou-se popular através do cinema dos anos 1920.
Ainda no começo do século XIX, os cosméticos continham chumbo, mas os produtos modernos são testados em laboratórios e fabricados com recursos neutros como talco, caulim e amido de arroz, aos quais são adicionados óleos e corantes sintéticos.

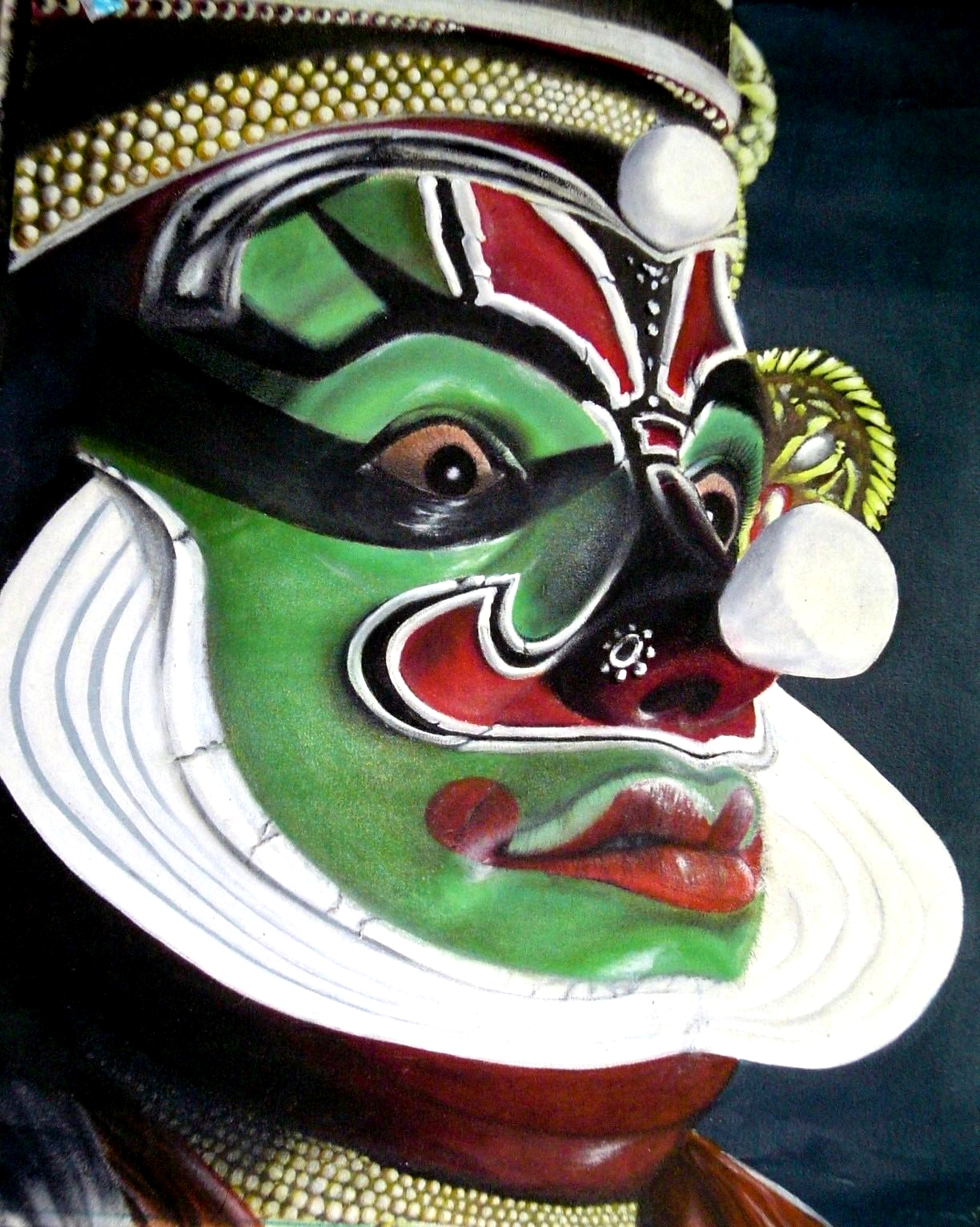
pintura ritual indiana

## Artes cênicas
No Teatro, desde as origens na Grécia Antiga, bem como nas demais manifestações culturais equivalentes do Japão, Índia e outros países do Extremo Oriente, a maquiagem é parte essencial na caracterização do actor.
O Maquiador é uma profissão que visa não apenas atender a funções estéticas, mas também um técnico especializado, com conhecimentos específicos sobre uma gama extensa de substâncias cujo uso transcende o embelezamento, passando mesmo na efetiva caracterização das personagens e ainda na percepção destes efeitos na fotografia (caso do cinema e televisão), ou no palco (no teatro).

## Maquiagem no Cinema e no Oscar
No Cinema, a maquiagem é um elemento essencial para o cinema, sendo responsável por transformações que em alguns casos os atores ficam irreconhecíveis. A maquiagem de cinema vai do uso de uma base para corrigir alguma imperfeição no rosto do ator ou atriz, até o uso de próteses sangue falso, técnicas de luz e sombra que ajudam a realçar e atingir o objetivo desejado.
Temos também a maquiagem artística, que é usada para transformar atores e atrizes em personagens icônicos, como por exemplo as diferentes maquiagens usadas para a caracterização do Coringa. Maquiagem marcado pelo rosto branco, olhos escuros e um sorriso vermelho, essa maquiagem clássica foi interpretada de diferentes formas, como Cesar Romero na série Batman de 1960, depois teve a versão de Jack Nicholson no filme Batman de 1989, depois o inesquecível coringa interpretado pelo ator Heath Ledger no filme Batman: O Cavaleiro das Trevas de 2008, e a versão mais atual do personagem é a versão interpretada por Joaquin Phoenix no filme Coringa de 2019.
Outro caso importante para exemplificar a importância e a diferença que a maquiagem faz é o filme ''O Curioso Caso de Benjamin Button''. Brad Pitt ficou irreconhecível ao ser transformado em uma criança idosa. 
Todas essas transformações geram impacto para quem assiste, tanto impacto que resultou em Oscar de Melhor Maquiagem, categoria que foi instituída em 1981. 
Temos também as Divas do Cinema de trouxeram a público maquiagens icônicas, como por exemplo, Marilyn Monroe, que trouxe á tona o batom vermelho. Outra atriz que lançou tendência foi Audrey Hepburn, que se tornou referência ao trazer sobrancelhas delicadas e olhos delineados. Além da marcante maquiagem da modelo Twiggy, que foi uma das mais influentes maquiagens da década de 60, com olhos grandes com muito rímel e cílios postiços.
O primeiro premiado, e também o que maior número de estatuetas ganhou, foi Rick Baker: nove, ao todo.

## Produtos de maquiagem
- Batom
- Base
- Pancake
- Blush
- Corretivo
- Máscara de Cílios (Rímel)
- Delineador
- Gloss Labial
- Sombra
- Pó de arroz
- Pó Facial
- Pó compacto
- Lápis de olho
- Lápis para os lábios
- Primer
- Iluminador

## Outras acepções
Do sentido original derivam expressões com outras significações, tais como:
- Maquiagem fiscal - operação feita por pessoas físicas ou jurídicas, onde o lançamento de tributos é falseado, visando assim manter o valor monetário que conquistou com seu trabalho.
- Maquiagem contábil - operação contábil que consiste em ocultar prejuízos nas contas de uma empresa, a fim aparentar uma situação falsa de lucro.
- Maquiagem política - consiste numa série de operações de marketing e mídia, onde uma situação negativa é descrita, mascarada ou alterada para minimizar seus efeitos na imagem de um político, governo, partido, instituição, etc.